# Дубові насадження (заповідне урочище, Дубенський район)
Дубо́ві наса́дження — заповідне урочище (лісове) місцевого значення в Україні. Об'єкт природно-заповідного фонду Рівненської області. 
Розташоване в межах Дубенського району Рівненської області, на території Смизької селищної ради. 
Площа 2,5 га. Статус надано згідно з рішенням облвиконкому № 98 від 18.06.1991 року. Перебуває у віданні ДП «Дубенський лісгосп» (Смизьке л-во, квартал 13, виділ 19). 
Заповідне урочище створене з метою збереження цінних лісових насаджень дуба звичайного та сосни звичайної і є свіжим сугрудом з панівною породою дуба звичайного віком орієнтовно 150 років.